# Millennium (švédská minisérie)
Millennium (ve švédském originálu Millenniumtriologin) je švédská třídílná televizní minisérie z roku 2010, která je založena na stejnojmenné trilogii spisovatele Stiega Larssona. Předlohou se staly romány Muži, kteří nenávidí ženy, Dívka, která si hrála s ohněm a Dívka, která kopla do vosího hnízda.
Hlavní role ztvárnili Michael Nyqvist jako investigativní novinář Mikael Blomkvist, jenž je spolumajitelem časopisu Millennium, a Noomi Rapace v úloze hackerky Lisbeth Salanderové. Série obdržela cenu „Årets TV-drama“. Díly s dlouhou stopáží umožnily rozvinutí charakterů a dějové linie příběhu. Ve švédské televizi SVT1 byly vysílány v šesti částech po přibližně 90 minutách mezi 20. březnem a 24. dubnem 2010. Později byly vydány na DVD a Blu-ray včetně doplňujících materiálů a vystřižených scén.

## Seznam dílů
| Č. v řadě | Název                                                           | Režie             | Scénář                             | Premiéra ve Švédsku |
| --------- | --------------------------------------------------------------- | ----------------- | ---------------------------------- | ------------------- |
| 1         | Muži, kteří nenávidí ženy (Män som hatar kvinnor)               | Niels Arden Oplev | Rasmus Heisterberg a Nicolaj Arcel | 20. března 2010     |
| 2         | Muži, kteří nenávidí ženy                                       | Niels Arden Oplev | Rasmus Heisterberg a Nicolaj Arcel | 27. března 2010     |
| 3         | Dívka, která si hrála s ohněm (Flickan som lekte med elden)     | Daniel Alfredson  | Jonas Frykberg                     | 3. dubna 2010       |
| 4         | Dívka, která si hrála s ohněm                                   | Daniel Alfredson  | Jonas Frykberg                     | 10. dubna 2010      |
| 5         | Dívka, která kopla do vosího hnízda (Luftslottet som sprängdes) | Daniel Alfredson  | Ulf Rydberg                        | 17. dubna 2010      |
| 6         | Dívka, která kopla do vosího hnízda                             | Daniel Alfredson  | Ulf Rydberg                        | 24. dubna 2010      |

## Postavy
| Postava              | Díly                     | Díly                  | Díly                     | Díly               | Díly                     | Díly                     |
| Postava              | 1. část                  | 2. část               | 3. část                  | 4. část            | 5. část                  | 6. část                  |
| -------------------- | ------------------------ | --------------------- | ------------------------ | ------------------ | ------------------------ | ------------------------ |
| Mikael Blomkvist     | Michael Nyqvist          | Michael Nyqvist       | Michael Nyqvist          | Michael Nyqvist    | Michael Nyqvist          | Michael Nyqvist          |
| Lisbeth Salanderová  | Noomi Rapace             | Noomi Rapace          | Noomi Rapace             | Noomi Rapace       | Noomi Rapace             | Noomi Rapace             |
| Erika Bergerová      | Lena Endreová            | Lena Endreová         | Lena Endreová            | Lena Endreová      | Lena Endreová            | Lena Endreová            |
| Dragan Armanskij     | Michalis Koutsogiannakis |                       | Michalis Koutsogiannakis |                    | Michalis Koutsogiannakis | Michalis Koutsogiannakis |
| Christer Malm        | Jacob Ericksson          |                       | Jacob Ericksson          | Jacob Ericksson    | Jacob Ericksson          | Jacob Ericksson          |
| „Plejg“              | Tomas Köhler             |                       | Tomas Köhler             |                    | Tomas Köhler             | Tomas Köhler             |
| Malin Erikssonová    | Sofia Ledarpová          | Sofia Ledarpová       | Sofia Ledarpová          | Sofia Ledarpová    | Sofia Ledarpová          | Sofia Ledarpová          |
| Annika Giannini      | Annika Hallinová         |                       | Annika Hallinová         |                    | Annika Hallinová         | Annika Hallinová         |
| Alexandr Salačenko   |                          |                       | Georgi Stajkov           | Georgi Stajkov     | Georgi Stajkov           |                          |
| Miriam Wu            | Yasmine Garbiová         |                       | Yasmine Garbiová         | Yasmine Garbiová   |                          |                          |
| Ronald Niedermann    |                          |                       | Mikael Spreitz           | Mikael Spreitz     | Mikael Spreitz           | Mikael Spreitz           |
| Nils Bjurman         | Peter Andersson          | Peter Andersson       | Peter Andersson          | Peter Andersson    | Peter Andersson          |                          |
| Holger Palmgren      | Per Oscarsson            |                       | Per Oscarsson            | Per Oscarsson      |                          | Per Oscarsson            |
| Henrik Vanger        | Sven-Bertil Taube        | Sven-Bertil Taube     |                          |                    |                          |                          |
| Cecilia Vangerová    | Marika Lagercrantzová    | Marika Lagercrantzová |                          |                    |                          |                          |
| Martin Vanger        | Peter Haber              | Peter Haber           |                          |                    |                          |                          |
| Dirch Frode          | Ingvar Hirdwall          | Ingvar Hirdwall       |                          |                    |                          |                          |
| Janne Dahlman        | David Dencik             | David Dencik          |                          |                    |                          |                          |
| Gustaf Morell        | Björn Granath            | Björn Granath         |                          |                    |                          |                          |
| Harriet Vangerová    | Ewa Frölingová           | Ewa Frölingová        |                          |                    |                          |                          |
| Brännlund            | Fredrik Ohlsson          | Fredrik Ohlsson       |                          |                    |                          |                          |
| Harald Vanger        | Gösta Bredefeldt         | Gösta Bredefeldt      |                          |                    |                          |                          |
| Isabella Vangerová   | Gunnel Lindblomová       | Gunnel Lindblomová    |                          |                    |                          |                          |
| Birger Vanger        | Willie Andréason         | Willie Andréason      |                          |                    |                          |                          |
| Otto Falk            | Christian Fiedler        | Christian Fiedler     |                          |                    |                          |                          |
| Birgit Falková       | Margareta Stoneová       | Margareta Stoneová    |                          |                    |                          |                          |
| Enrico               | Reuben Sallmander        |                       | Reuben Sallmander        |                    |                          |                          |
| Paolo Roberto        |                          |                       | Paolo Roberto            | Paolo Roberto      |                          |                          |
| Jan Bublanski        |                          |                       | Johan Kylén              | Johan Kylén        | Johan Kylén              | Johan Kylén              |
| Gunnar Björk         |                          |                       | Ralph Carlsson           | Ralph Carlsson     | Ralph Carlsson           |                          |
| Sonja Modigová       |                          |                       | Tanja Lorentzonová       | Tanja Lorentzonová | Tanja Lorentzonová       | Tanja Lorentzonová       |
| Rikard Ekström       |                          |                       | Niklas Hjulström         | Niklas Hjulström   | Niklas Hjulström         | Niklas Hjulström         |
| Hans Faste           |                          |                       | Magnus Krepper           | Magnus Krepper     | Magnus Krepper           | Magnus Krepper           |
| Niklas Eriksson      |                          |                       | Daniel Gustavsson        | Daniel Gustavsson  |                          |                          |
| Jerker Holmberg      |                          |                       | Donald Högberg           | Donald Högberg     | Donald Högberg           | Donald Högberg           |
| Dr. Peter Teleborian |                          |                       | Anders Ahlbom Rosendahl  |                    | Anders Ahlbom Rosendahl  | Anders Ahlbom Rosendahl  |
| Evert Gullberg       |                          |                       |                          |                    | Hans Alfredson           | Hans Alfredson           |
| Fredrik Clinton      |                          |                       |                          |                    | Lennart Hjulström        | Lennart Hjulström        |
| Torsten Edklinth     |                          |                       |                          |                    | Niklas Falk              | Niklas Falk              |
| Monica Figuerola     |                          |                       |                          |                    | Mirja Turestedtová       | Mirja Turestedtová       |
| Hallberg             |                          |                       |                          |                    | Jan Holmquist            | Jan Holmquist            |
| Georg Nyström        |                          |                       |                          |                    | Rolf Degerlund           | Rolf Degerlund           |
| Birger Wadensjöö     |                          |                       |                          |                    | Jacob Nordenson          | Jacob Nordenson          |
| Dr. Anders Jonasson  |                          |                       |                          |                    | Aksel Morisse            | Aksel Morisse            |
| Jonas Sandström      |                          |                       |                          |                    | Johan Holmberg           | Johan Holmberg           |
| Soudkyně             |                          |                       |                          |                    | Ylva Lööfová             | Ylva Lööfová             |
| Sonny Nieminen       |                          |                       | Pelle Blomander          | Pelle Blomander    | Pelle Blomander          | Pelle Blomander          |
| Hans-Åke Waltari     |                          |                       |                          |                    | Nicklas Gustavsson       | Nicklas Gustavsson       |
| Dozorce              |                          |                       |                          |                    | Jim Wiberg               | Jim Wiberg               |